# Roca Minnehaha
La Roca Minnehaha es una isla fantasma situada hipotéticamente al noroeste de la isla de Pascua descrita por primera vez en 1879 como ubicada cerca de 60 millas náuticas al noroeste de la isla de Sala y Gómez. Reportada por el capitán Beckwith de la nave Victoria.
Su nombre, Minnehaha, es el de una mujer nativa norteamericana ficticia que aparece en el poema épico "La canción de Hiawatha", escrito por Henry Wadsworth Longfellow en 1855.
A pesar de muchos intentos por encontrarla, no ha sido hallada. Pero aún se la describe en las cartas de navegación como aviso a los navegantes por si acaso pudiera existir.
La micronación de la República de la Isla Rino reclama la isla como propia.